# Amphicoelias
 Amphicoelias  ist eine Gattung sauropoder Dinosaurier, zu der mit A. fragillimus der größte bekannte Dinosaurier gezählt haben könnte. 
Der einzige fossile Überrest und Holotypus dieser Art ging jedoch kurz nach seiner Entdeckung in den 1870er-Jahren verloren. Die Korrektheit der zeitgenössischen Beschreibungen dieses Exemplars ist somit nicht mehr nachprüfbar. Falls die größten angenommenen Körpermaße für A. fragillimus zutreffend sind, reicht das Gewicht dieses Dinosauriers an das des Blauwals heran. Jüngere Schätzungen gehen jedoch davon aus, dass A. fragillimus (nunmehr auch als Maraapunisaurus fragillimus klassifiziert) deutlich kleiner war.

## Historisches

### Amphicoelias altus

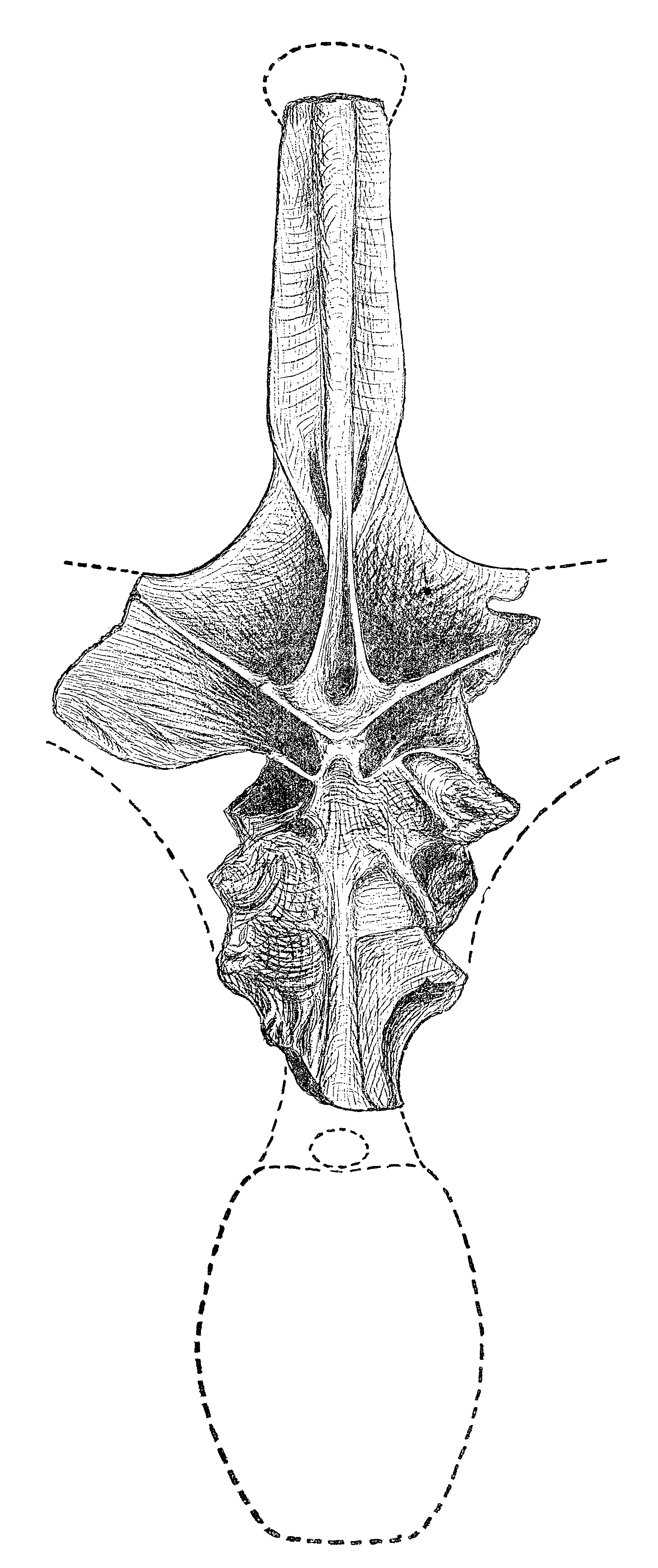
Copes Skizze des Wirbelfragments von A. fragillimus

1877 fand der Paläontologe Edward Drinker Cope die Überreste eines Sauropoden, die er keiner der zu dieser Zeit bekannten Gattungen zuordnen konnte und daher in die neue Gattung Amphicoelias stellte. Cope beschrieb die von ihm Amphicoelias altus genannte Art anhand einiger Wirbel, Teile des Beckens und des Oberschenkels. Die Länge dieses Tiers schätzte er auf rund 20 Meter.

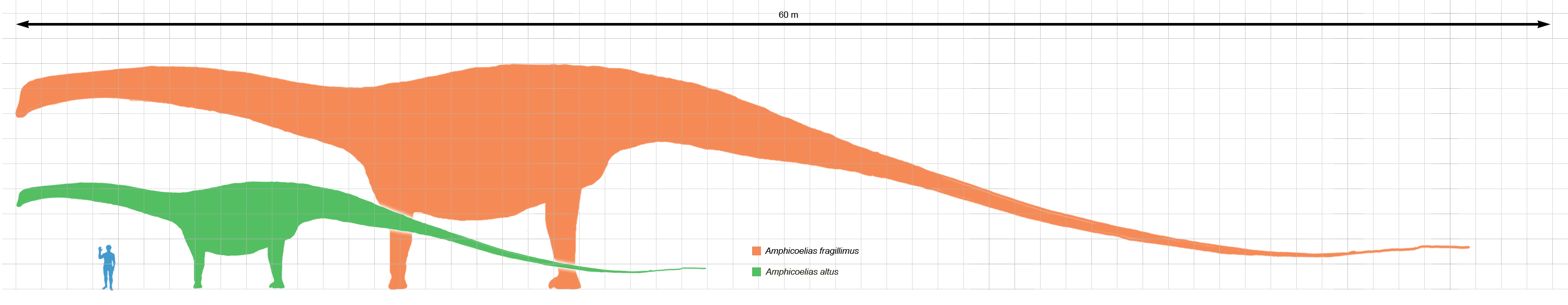
Größenvergleich der beiden Arten A. altus (grün) und A. fragillimus (orange). Die Rekonstruktion der Silhouetten folgt dem Bauplan der Diplodocidae. A. fragillimus wird neuerdings jedoch als Rebbachisauride interpretiert (Maraapunisaurus fragillimus) und nur mehr auf ca. 30 m Kopf-Schwanz-Länge geschätzt.

### Amphicoelias fragillimus
Im Jahr darauf will Cope in Colorado den Wirbelbogen einer neuen Art entdeckt haben, die er als Amphicoelias fragillimus beschrieb. Das Fossil sei in schlechtem Zustand, aber außergewöhnlich groß gewesen – insgesamt habe es 2,4 Meter gemessen. Der Fund soll von Cope verpackt und per Zug nach New York gesandt worden sein. Dort ist der Wirbelbogen jedoch nie angekommen; der Fund soll während der Fahrt zerbröselt sein. Die einzigen Überreste sind die Beschreibung und eine Skizze.
Durch Vergleiche mit Mitgliedern der Diplodocidae, einer Gruppe besonders langgestreckter Dinosaurier, zu denen Amphicoelias gezählt wird, wurde für A. fragillimus auf eine mutmaßliche Länge von 40 bis 60 Metern und ein Gewicht von 100 bis 150 Tonnen geschätzt.
Die Beurteilung des Wahrheitsgehalts dieser Entdeckung wird dadurch erschwert, dass gerade die „Bone Wars“ („Knochenkriege“) zwischen den zwei führenden Paläontologen jener Zeit, Cope und Othniel Charles Marsh, stattfanden – ein regelrechter Wettlauf zwischen den beiden, wer die meisten und spektakulärsten Funde ans Tageslicht brachte. Dieser Streit wurde auch durch Bestechung, Diebstahl und Sabotage ausgetragen. Marsh trug schließlich den „Sieg“ davon – eine Reihe spektakulärer Entdeckungen von bekannten Dinosauriern wie Triceratops, Allosaurus, Diplodocus und Stegosaurus gehen auf sein Konto. Obgleich es keine Anzeichen für einen Betrug Copes gibt und selbst Marsh diesen Fund nicht anzweifelte, werfen diese Umstände doch Zweifel auf den riesigen, unbestätigten Wirbelfund.

## Systematik
Aufgrund der spärlichen Überreste ist eine systematische Einordnung der Gattung Amphicoelias schwierig. Die Funde der Typus-Art A. altus sprechen dafür, sie als Verwandte der Diplodocidae zu betrachten. Paul (2010) synonymisiert nicht nur A. fragillimus mit A. altus (es könnte sich um ausgewachsene Tiere bzw. Jungtiere der gleichen Art handeln), sondern hält zudem auch eine Synonymie der Gattungen Amphicoelias und Diplodocus für möglich. Aufgrund des Verlaufs der Erforschungsgeschichte der Dinosaurier, mit Diplodocus als Name einer wohlbekannten, sehr bedeutenden und gut verstandenen Gattung, könnte eine sichere Zuordnung von A. altus zur Gattung Diplodocus in der Unterdrückung des Gattungsnamens Amphicoelias münden. Eine weitere von Cope beschriebene Amphicoelias-Art, A. latus, gilt ebenfalls als identisch mit der Typus-Art.
Allein auf Basis von Copes Beschreibungen und Skizzen wurde A. fragillimus 2018 als Vertreter der Rebbachisauridae identifiziert und mithin in eine eigene Gattung, Maraapunisaurus, gestellt.